# Carlos Luis de Baden
Carlos Luis de Baden (Karlsruhe, 14 de febrero de 1755-Arboga, 16 de diciembre de 1801) fue príncipe heredero del Margraviato de Baden.
Era hijo del margrave Carlos Federico I de Baden (que en 1803, tras la muerte de Carlos Luis, se convirtió en el elector y en 1806 en el primer gran duque de Baden) y de la landgravina Carolina Luisa de Hesse-Darmstadt (11 de julio de 1723-8 de abril de 1783), hija del landgrave Luis VIII de Hesse-Darmstadt.

## Matrimonio y descendencia
Carlos Luis se casó el 15 de julio de 1774 con su prima hermana, la landgravina Amalia de Hesse-Darmstadt (20 de junio de 1754-21 de julio de 1832). Ella era la hija del landgrave Luis IX de Hesse-Darmstadt.
Tuvieron ocho hijos:
- Amalia Catalina (13 de julio de 1776-26 de octubre de 1823), gemela de Carolina. Murió soltera.
- Carolina (13 de julio de 1776-13 de noviembre de 1841), gemela de la anterior. Contrajo matrimonio el 9 de marzo de 1797 con el entonces conde palatino Maximiliano de Zweibrücken (27 de mayo de 1756-13 de octubre de 1825) como su segunda esposa (y se convirtió en abuela materna de la emperatriz Sissi y de su marido, Francisco José I de Austria). En 1799, su marido se convirtió en elector palatino y elector de Baviera, y en 1804 en el rey de Baviera (sus títulos en consecuencia fueron duquesa, electora, y luego reina).
- Luisa Augusta (24 de enero de 1779-16 de mayo de 1826), contrajo matrimonio el 9 de octubre de 1793 con el zar Alejandro I de Rusia (23 de diciembre de 1777-1 de diciembre de 1825).
- Federica Guillermina (12 de marzo de 1781-25 de septiembre de 1826), contrajo matrimonio el 31 de octubre de 1797 con el rey Gustavo IV Adolfo de Suecia. La pareja se divorció en 1812.
- María Isabel (7 de septiembre de 1782-29 de abril de 1808), se casó el 1 de noviembre de 1802 con el duque Federico Guillermo de Brunswick-Wolfenbüttel (1771-1815).
- Carlos Federico (13 de septiembre de 1784-1 de marzo de 1785), murió en la infancia.
- Carlos II (8 de junio de 1786- 8 de diciembre de 1818), el futuro segundo gran duque de Baden. Se casó el 8 de abril de 1806 con Estefanía de Beauharnais (1789-1860).
- Guillermina (10 de septiembre de 1788-27 de enero de 1836), se casó el 19 de junio de 1804 con su primo hermano, el gran duque Luis II de Hesse-Darmstadt (1777-1848), y fue bisabuela de Nicolás II de Rusia y de su esposa, Alejandra Fiódorovna Románova (Alix de Hesse), así como de Victoria Eugenia de Battenberg, reina de España como consorte de Alfonso XIII de España.

Obras de historia mencionan que sus hijos tuvieron éxito en el mercado del matrimonio y que el príncipe heredero fue la fuerza detrás de eso. En el momento de su muerte en Arboga, Suecia, en 1801 (que se produjo durante la visita a su cuarta hija, Federica, la reina de Suecia), dos de sus otras hijas eran, respectivamente, electora de Baviera y la recién ascendida emperatriz de Rusia.